# Léopold Buffin de Chosal
Léopold Leon Achille Buffin de Chosal (Brussel, 14 november 1895 - Buenos Aires, 14 september 1947) was een Belgisch moderne vijfkamper.

## Levensloop
Buffin de Chosal had de adellijke titel van baron. Hij was de zoon van Victor Buffin de Chosal en Victorine Lefebvre. Zijn grootvader aan vaders zijde was Léopold Buffin en aan moederszijde Léon Barbanson. Zijn overgrootvader aan moederszijde was Jean Barbanson. 
Buffin de Chosal nam deel aan de Olympische Zomerspelen van 1924 te Amsterdam. Hij werd er 17e in het eindklassement van de moderne vijfkamp.